# Kreativne industrije
Kreativne industrije odnose se na niz gospodarskih aktivnosti koje ukjučuju stvaranje ili upotrebu znanja i informacija. Naziva se još i kulturnom industrijom, posebice na području Europe ili kreativnom ekonomijom, dok je na prostoru Latinske Amerike i Kariba nedavno prozvana kao Narančasta ekonomija.
Prema Howkinsu kreativna ekonomija obuhvaća oglašavanje, arhitekturu, umjetnost, zanate, dizajn, modu, film, glazbu, izvedbene umjetnosti, izdavaštvo, istraživanje i razvoj, softver, igračke i igre, TV i radio te video igre. Neki učenjaci smatraju kako je obrazovna industrija, uključujući javni i privatni sektor, također dio kreativne industrije.  Posljedično, ostaju različite definicije sektora.
Kreativne industrije polako postaju sve važnije za gospodarsko blagostanje, a njezini zagovornici sugeriraju kako je " ljudska kreativnost temeljni ekonomski resurs", te da će "industrije dvadeset prvog stoljeća sve više ovisiti o generacijama koje stvaraju znanje kroz kreativnost i inovativnost".

## Definicije
Različiti autori dali su raznovrsne prijedloge o tome koje aktivnosti je potrebno uključiti u koncept "kreativnih industrija", dok je s druge strane sam naziv postao sporno pitanje zbog značajnih razlika i preklapanja između pojmova "kreativna industrija", "kulturna industrija" i "kreativna ekonomija" l.
Lash i Urry impliciraju kako svaka od kreativnih industrija ima "nesvodivu jezgru" koja se bavi "razmjenom financijskih sredstava za prava intelektualnog vlasništva ". Ovo možemo razaznati i u definiciji britanske vlade, Odjela za kulturu, medije i sport koja kreativne industrije opisuje kao:
"one industrije koje imaju svoje podrijetlo u individualnoj kreativnosti, vještini i talentu te imaju potencijal stvaranja bogatstva i radnih mjesta generiranjem i iskorištavanjem intelektualnog vlasništva"
Od 2015. godine Odjel za digitalnost, kulturu, medije i sport (DCMS) razlikuje 9 kreativnih sektora:
- Oglašavanje i marketing
- Arhitektura
- Zanati
- Dizajn : produkt, grafički i modni dizajn
- Film, TV produkcije, TV, video, radio i fotografija
- Informatička tehnologija, softverske i računalne usluge
- Izdavači
- Muzeji, galerije i knjižnice
- Glazbena, izvedbena i likovna umjetnost

John Howkins bi ovom popisu nadodao još i igračke i igre, kao i mnogo šire područje istraživanja i razvoja u znanosti i tehnologiji. Također, neki smatraju kako bi se ovom popisu trebala nadodati i gastronomija.
Na ovom popisu ne nalazimo različita područja inženjerstva, koja proizlaze iz izvješća DCMS-a, a razlog tome je vjerojatno činjenica da inženjeri zauzimaju relevantne pozicije u "nekulturnim" korporacijama, između ostalog, obavljajući, aktivnosti vezane za projekt, upravljanje, rad, održavanje, analizu rizika i nadzora. Međutim, povijesno i sada, nekoliko zadataka inženjera može se smatrati kreativnim, domišljatim i inovativnim. Doprinos inženjeringa svakako predstavljaju novi proizvodi, procesi i usluge.
Hesmondhalgh je smanjio popis na ono što on naziva "glavne kulturne industrije", a to su oglašavanje i marketing, emitiranje, filmske, internetske i glazbene industrije, tiskanog i elektroničko izdavaštvo te video i računalne igre. Njegova definicija se odnosi samo na one industrije koje stvaraju "tekstove" ili "kulturne artefakte" te koje se bave nekim oblikom industrijske reprodukcije.
Popis DCMS-a se pokazao kao utjecajan, zbog čega su ga mnoge druge države prihvatile. S druge strane je također i krittiziran zbog njegove podjele na sektore koja prikriva podjelu između takozvanog "lifestyle poslovanja", neprofitnih i većih poduzeća te između onih koji primaju državne subvencije (npr. film) i onih koji ih ne primaju (npr. računalne igre). Uključivanje trgovine antikvitetima je često pod upitnikom, jer ona u pravilu ne uključuje proizvodnju (osim reprodukcije i krivotvorina). Također je dovedeno u pitanje i uključivanje svih računalnih usluga.
Neka područja, poput Hong Konga, radije su oblikovala svoju politiku koja se vrti oko jačeg fokusa na vlasništvo autorskih prava u lancu vrijednosti. Oni su usvojili klasifikaciju Svjetske trgovinske organizacije za intelektualno vlasništvo (WIPO), koja kreativne industrije dijeli prema tome tko je vlasnik autorskih prava u različitim fazama tijekom proizvodnje i distribucije kreativnog sadržaja.
Međuamerička razvojna banka (IDB) je kreativne industrije za prostor Latinske Amerike i Kariba nazvala "Narančastom ekonomijom", a definira se kao "skupina povezanih aktivnosti kroz koje se ideje pretvaraju u kulturna dobra i usluge čija je vrijednost određena intelektualnim vlasništvom."
Drugi su predložili razliku između industrija koje su otvorene za masovnu proizvodnju i distribuciju (film i video; videoigre; emitiranje; izdavaštvo) i industrija koje su primarno bazirane na obrt te su namijenjene za potrošnju u određenom vremenu i mjestu (vizualna umjetnost; izvedbena umjetnost; kulturna baština).

## Kako se kreativni radnici broje
DCMS klasificira poduzeća i zanimanja kao kreativnima prema tome što poduzeće prvenstveno proizvodi te što radnik u prvom redu radi. Na primjer, tvrtka koja se bavi proizvodnjom ploča, bila bi svrstana u sektor glazbene industrije, dok bi radnik koji svira klavir bio klasificiran kao glazbenik.
Primarna svrha ovoga je odrediti količinu - na primjer, može se koristiti za prebrojavanje broja tvrtki i radnika koji su kreativno zaposleni na bilo kojoj lokaciji te istovremeno identificirati mjesta s posebno visokom koncentracijom kreativnih aktivnosti.
To dovodi do određenih komplikacija koje nisu odmah očigledne. Na primjer, zaštitar koji radi za glazbenu kompaniju, klasificirao bi se kao kreativni zaposlenik, iako on nije kreativno zaposlen.
Ukupan broj kreativnih zaposlenika izračunava se kao zbroj:
- Svi radnici zaposleni u kreativnim industrijama, ne glede na to jesu li oni kreativno zaposleni ili ne (npr. svi glazbenici, zaštitari, čistači, računovođe, menadžeri itd. koji rade za diskografsku kuću)
- Svi radnici koji su kreativno zaposleni ali ne rade u kreativnim industrijama (npr. profesorica klavira u školi). Također uključuje i one osobe čiji je sekundarni posao kreativan, na primjer, osoba koja vikendom ima nastupe, piše knjige ili stvara umjetnička djela u svoje slobodno vrijeme.

## Svojstva ili karakteristike
Richardu E. Cavesu, smatra kako kreativne industrije odlikuje sedam ekonomskih karakteristika:
1. Načelo "Nitko ne zna" : neizvjesnost potražnje postoji jer reakcija potrošača na proizvod nije poznata unaprijed niti je lako razumljiva kasnije.
2. Umjetnost za dobrobit umjetnosti : radnicima je stalo do originalnosti, tehničkih profesionalnih vještina, harmonije itd. kreativnih dobara te su voljni pristati na niže plaće od onih koje nude 'monotoni' poslovi.
3. Načelo neobične mješovite skupine : za relativno složene kreativne proizvode (npr. filmove), produkcija zahtijeva unos različitih vještina. Svaki kvalificirani unos mora biti prisutan i raditi na nekoj minimalnoj razini kako bi proizveo vrijedan rezultat.
4. Beskrajna raznolikost : proizvodi se razlikuju po kvaliteti i jedinstvenosti; svaki proizvod je posebna kombinacija inputa koji vode do beskonačne raznolikosti opcija (npr. djela kreativnog pisanja poput poezije, romana, scenarija ili drugo).
5. A/B popis : vještine su okomito diferencirane. Umjetnici su rangirani prema svojim vještinama, originalnosti i stručnosti u kreativnim procesima i/ili proizvodima. Male razlike u vještinama i talentu mogu dovesti do velikih razlika u (financijskom) uspjehu.
6. Vrijeme leti : prilikom koordiniranja složenih projekata s inputima različitih vještina, vrijeme je ključno.
7. Umjetnost opstaje : neki kreativni proizvodi imaju aspekte trajnosti koji se pozivaju na zaštitu autorskih prava, omogućujući kreatoru ili izvođaču da zarađuju od toga.

Karakteristike koje je Caves opisao kritizirana su kao previše stroga (Towse, 2000). Nisu svi kreativni radnici vođeni isključivo 'umjetnost za dobrobit umjetnosti'. Karakteristika 'Umjetnost opstaje' također vrijedi i za određene nekreativne proizvode (tj. licencirane proizvode). Karakteristika 'Vrijeme leti' vrijedi i za velike građevinske projekte. Kreativne industrije stoga nisu jedinstvene, ali općenito imaju više ocjene za te karakteristike u odnosu na nekreativne industrije.

## Razlika od "Kulturnih industrija"
Često se postavlja pitanje granice između kreativnih industrija i sličnog pojma kulturnih industrija. Kulturne industrije su najbolje opisane kao pomoćni sektor kreativnih industrija. Kulturne industrije uključuju industrije koje su usredotočene na kulturni turizam i baštinu, muzeje i knjižnice, sport i aktivnosti na otvorenom te niz aktivnosti vezanih za  'načina života' koje se nedvojbeno kreću od lokalnih izložbi kućnih ljubimaca do mnoštva zanimanja hobista. Prema tome, kulturne industrije su više zabrinute o isporuci drugih vrsta vrijednosti - uključujući kulturno i društveno blagostanje - nego prvenstveno na osiguranje novčanih vrijednosti.

## Kreativna klasa
Neki autori, poput američkog teoretičara urbanih studija Richarda Floride, zalažu se za širi fokus na proizvode radnika znanja i sude "kreativnoj klasi" da uključe gotovo sve one koji nude profesionalne usluge temeljene na znanju.

### Kreativna klasa i raznolikost
Floridin fokus navodi ga da obrati posebnu pozornost na prirodu kreativne radne snage. U studiji o tome zašto se čini da određeni američki gradovi, poput San Francisca, privlače kreativne producente, Florida tvrdi da visok udio radnika iz "kreativne klase" daje ključni doprinos kreativnoj proizvodnji, a to je ono što poduzeća traže. On nastoji kvantitativno utvrditi važnost različitosti i multikulturalizma u dotičnim gradovima, na primjer,  postojanje značajne javne gay zajednice, etnička i vjerska raznolikost i tolerancija.

## Ekonomski doprinos
Globalno gledano, kreativne industrije, izuzmemo li softver i opća znanstvena istraživanja i razvoj, činile su oko 4% svjetske ekonomske proizvodnje 1999. godine, što je posljednja godina za koju su dostupni sveobuhvatni prikupljeni podaci. Procjene outputa koji odgovaraju znanstvenom istraživanju i razvoju sugeriraju da bi se dodatnih 4-9% moglo pripisati sektoru ako se njegova definicija proširi na uključivanje takvih aktivnosti, iako brojke značajno variraju među različitim zemljama.
2015. godine Svjetska organizacija za intelektualno vlasništvo (WIPO) pomogla je u pripremi nacionalnih studija koje su mjerile veličinu preko 50 industrija autorskih prava diljem svijeta. Rezultati ponovne studije pokazuju kako doprinos BDP-a nacionalnim gospodarstvima varira između 2% i 11%.
Uzmemo li Ujedinjeno Kraljevstvo kao primjer, u kontekstu drugih sektora, kreativne industrije daju daleko značajniji doprinos outputu nego ugostiteljstvo ili komunalne usluge te dostavljaju četiri puta veći učinak zahvaljujući poljoprivredi, ribarstvu i šumarstvu. Što se tiče zapošljavanja i ovisno o definiciji uključenih aktivnosti, ovaj je sektor glavni poslodavac za otprilike 4-6% radnog stanovništva Ujedinjenog Kraljevstva, iako je to još uvijek znatno manje od zaposlenosti kod tradicionalnih područja rada kao što su maloprodaja i proizvodnja.
Unutar sektora kreativnih industrija, uzimajući u obzir Ujedinjeno Kraljevstvo, tri najveća podsektora su dizajn, izdavaštvo te televizija i radio. Oni zajedno čine oko 75% prihoda i 50% zaposlenosti.
U gospodarstvima poput Brazila, na primjer, studija iz 2021. godine koja je proučavala intelektualno vlasništvo intenzivnih sektora u razilskom gospodarstvu, otkrila je da se 450 od 673 ekonomskih klasa u Brazilu može klasificirati kao intelektualno vlasništvo intenzivnih sektora koji zajedno zapošljavaju 19,3 milijuna ljudi. Ukupni udio u BDP-u brazilske kreativne industrije je između 2014. i 2016., kada se radio ovaj izračun od 450 ekonomskih klasa, iznosio 2,1 trilijuna brazilskih reala ili 44,2% BDP-a Brazila.
Zbog složenih lanaca opskrbe kreativne industrije ponekad je teško izračunati točne brojke za bruto dodanu vrijednost svakog podsektora. To je naročito slučaj za podsektore koji su usmjereni na usluge kao što je oglašavanje, dok je u podsektorima usmjerenim na proizvode kao što su obrti puno jednostavnija.
Možda postoji tendencija da javno financirane usluge razvoja kreativnih industrija netočno procjenjuju broj kreativnih poduzeća tijekom procesa mapiranja. Također, postoji nepreciznost u gotovo svim sustavima poreznih zakona koji određuju nečiju profesiju, budući da mnogi kreativni ljudi rade istovremeno u više uloga i poslova. Oba ova čimbenika znače da službene statistike koje se odnose na kreativne industrije treba tretirati s oprezom.
Kreativne industrije u Europi daju značajan doprinos gospodarstvu EU-a, stvarajući oko 3% BDP-a EU-a – što odgovara godišnjoj tržišnoj vrijednosti od milijarde te zapošljava oko 6 milijuna ljudi. Osim toga, ovaj sektor ima ključnu ulogu u poticanju inovacija, posebno za uređaje i mreže. EU bilježi drugu najveću gledanost televizije na globalnoj razini, proizvodeći više filmova nego bilo koja druga regija u svijetu. U tom smislu, novopredloženi program „Kreativna Europa” (srpanj 2011.) pomoći će u očuvanju kulturne baštine povećavajući pokretljivost kreativnih radova unutar i izvan EU.  Program će imati značajnu ulogu u poticanju prekogranične suradnje, promicanju vršnjačkog učenja i povećanju profesionalnosti ovih sektora. Komisija će potom predložiti financijski instrument kojim upravlja Europska investicijska banka da osigura dužničko i vlasničko financiranje kulturnih i kreativnih industrija. Uloga nedržavnih aktera unutar upravljanja s medijima više neće biti zanemarena. Stoga, izgradnja novog pristupa koji veliča presudnu važnost europske industrije jednakih uvjeta za sve, može potaknuti usvajanje politika usmjerenih na razvoj povoljnog okruženja, omogućujući europskim tvrtkama, kao i građanima da koriste svoju maštu i kreativnost – oba su izvori inovacija, a time i konkurentnosti i održivosti. Pretpostavlja se da će prilagoditi regulatorne i institucionalne okvire za potporu privatno-javne suradnje, posebice u sektoru medija. EU stoga planira razviti klastere, instrumente financiranja kao i aktivnosti predviđanja za potporu ovom sektoru. Europska komisija želi pomoći europskim stvarateljima i audiovizualnim poduzećima da razviju nova tržišta korištenjem digitalne tehnologije te postavlja pitanje kako kreiranje politike može najbolje pomoći da se to postigne. Poduzetnička kultura morat će imat pozitivniji stav prema preuzimanju rizika kao i sposobnosti za inovacije koje će predviđati buduće trendove. Kreativnost igra važnu ulogu u upravljanju ljudskim resursima jer umjetnici i kreativni profesionalci mogu razmišljati na drugačiji i originačan način, ne koristeći tradicionalne i očekivane metode. Štoviše, nova radna mjesta koja zahtijevaju nove vještine stvorena u gospodarstvu nakon krize trebaju podržavati mobilnost radne snage kako bi se osigurala zaposlenost ljudi tamo di su njihove vještine najpotrebnije.

### U SAD-u
U uvodu posebnog izdanja časopisa "Work and Occupations" iz 2013. godine o umjetnicima u američkoj radnoj snazi, gostujući urednici tvrde da se ispitivanjem njihovog radnog života mogu identificirati karakteristike i radnje koje pomažu i pojedinačnim radnicima i kreatorima politike da se prilagode promjenjivim ekonomskim uvjetima. Elizabeth Lingo i Steven Tepper navode više izvora koji sugeriraju da skupovi vještina umjetnika omogućuju da "rade izvan postojećih tržišta i stvore potpuno nove prilike za sebe i druge". Konkretno, Lingo i Tepper sugeriraju da su umjetnički radnici "katalizatori promjena i inovacija" jer se "susreću s posebnim izazovima u upravljanju nejasnoćama, razvijanju i održavanju relativnog identiteta i formiranju zajednice u kontekstu individualne poduzetničke ekonomije". Zbog ovih prilagodljivih vještina, prijedlog je da proučava način na koji se umjetnici nose s neizvjesnošću te koji su to faktori koji utječu na njihov uspjeh, trebali biti relevantni za razumijevanje ovih širih društvenih i ekonomskih trendova s kojima se suočava današnja (i sutrašnja) radna snaga.
Ovaj pogled na umjetnika kao zagovornika promjena, mijenja pitanja koja istraživači postavljaju o kreativnim ekonomijama. Stara istraživačka pitanja bila su usredotočena na teme poput što su to "vještine, radna praksa, ugovori, razlike u plaćama, poticaji za zapošljavanje, formalne svjedodžbe, programi zapošljavanja i tokovi rada različitih kategorija zanimanja". Prema Tepperu i Lingo primjeri novih pitanja uključuju:
1. Kako umjetnici stvaraju promjene na samom tržištu rada i načinu na koji se kulturni rad obavlja?
2. Kakav je njihov proces inovacije i poduzetništva?
3. Koja je priroda njihovog posla i resurse koje koriste?
4. Kako različite mrežne strukture stvaraju različite prostore mogućnosti?
5. Kako umjetnički radnici stvaraju i upravljaju planiranom slučajnošću – prostorima i razmjenama koje proizvode neočekivane suradnje i prilike?
6. Kako kreativni radnici posreduju i sintetiziraju preko strukovnih, žanrovskih, geografskih i industrijskih granica kako bi stvorili nove mogućnosti?[28]

## Šira uloga
Dok se neke vodeće zemlje svijeta natječu na tradicionalnim tržištima kao što je proizvodnja, mnogi uviđaju kako je kreativna industrija ključna komponenta u novim gospodarstvima znanja, da je sposobna pružiti urbanu regeneraciju, često kroz inicijative povezane s iskorištavanjem kulturne baštine koja dovodi do povećanog turizma. Često se tvrdi da će u budućnosti, ideje i mašta zemalja poput Ujedinjenog Kraljevstva biti njihova najveća vrijednost. U prilog ovom argumentu ide to što su brojna sveučilišta u Ujedinjenom Kraljevstvu počela su nuditi kreativno poduzetništvo kao posebno područje za studiranje i istraživanje. Doista, brojke vlade Ujedinjenog Kraljevstva otkrivaju da kreativne industrije u toj zemlji zapošljavaju više od milijun ljudi te britanskom gospodarstvu donose milijarde, iako skupovi podataka na kojima se temelje ove brojke nisu pouzdani.
Posljednjih su godina kreativne industrije postale 'sve privlačnije vladama izvan razvijenog svijeta'. Godine 2005. Konferencija Ujedinjenih naroda o trgovini i razvoju (UNCTAD) 11 panel visoke razine o kreativnim industrijama i razvoju, podnijela je službeni zahtjev za nekoliko studija kako bi se identficirali izazovi i prilike s kojima se suočava rast i razvoj kreativnih industrija u industrijama u razvoju. Cunningham je rekao da iskorištavanje kreativnosti sa sobom donosi potencijal stvaranja novog bogatstva, uzgoj lokalnih talenata i stvaranje kreativnog kapitala, razvoj novih izvoznih tržišta, značajne multiplikacijske učinke u cijelom gospodarstvu, korištenje informacijsko komunikacijskih tehnologija i povećanu konkurentnost u sve globalnijoj ekonomiji. Ključni pokretač interesa za kreativne industrije i razvoj je potvrda da vrijednost kreativne proizvodnje leži u idejama i individualnoj kreativnosti, a zemlje u razvoju imaju bogatu kulturnu tradiciju i velik broj kreativnih talenata koji postavljaju osnovne temelje za kreativna poduzeća. Odražavajući sve veći interes za potencijal kreativnih industrija u zemljama u razvoju, u listopadu 2011. u indonezijskoj vladi osnovano je Ministarstvo turizma i kreativne ekonomije, a poznati ekonomist dr. Mari Pangestu imenovan je prvim ministrom na tom položaju.